# テュロック
『テュロック』（TUROK）は、プレイステーション3・Xbox 360用ゲームソフトであり、NINTENDO 64用ソフト「時空戦士テュロック」（1997年5月30日）をもとにストーリーなどを一新した作品である。
恐竜との戦闘、犯罪組織との戦闘を含めた三つ巴戦のサバイバルステージをクリアする。武器はマシンガン・ショットガン・ナイフ等、目的に応じ瞬時に持ち替える事も可能。
シングルモードに加え、最大16人のオンラインによるマルチプレイモードも搭載。
なお、実績は両機種とも存在するが、PS3版はトロフィー機能には対応していない。

## あらすじ
遺伝子操作で誕生した恐竜が支配する未開の惑星・ブラックウォーターで、特殊部隊・ウイスキー中隊の一員であるテュロックが、犯罪組織の掃討と首謀者のケーンの捕縛を命じられる。
ところが、ブラックウォーターに到着する直前、部隊の乗った宇宙船が何者かに破壊され、ウイスキー中隊は散り散りになってしまう。
その後、ウイスキー中隊の面々がある程度そろったところで、隊長から地球への帰還が提案される。ところが、その後のアクシデントによりチームの指揮系統に異常が生じ、ブラックウォーターからの脱出も、ケーンの追跡も難しくなってしまう。そんな中、テュロックは「ウルフパック」時代の仲間たちと再会し、自分の過去に向き合うことになった。

## 登場人物
テュロック
声：立木文彦
本作の主人公。ウイスキー中隊に所属する前は、特殊部隊「ウルフパック」にいたが、ゲリラ掃討作戦において部隊を離脱した過去を持つ。
インディアン「カイオワ族」の子孫でもあり、ナイフや弓矢の扱いには特に長けている。
スレイド
声：大友龍三郎。
ウイスキー中隊の古参兵。テュロックが離脱した作戦で、「ウルフパック」の隊員だった弟が死亡したため、テュロックのことをよく思っておらず、「ウルフパック」の内通者ではないかとも疑っている。
ローガン
声：宗矢樹頼
ウイスキー中隊の中核メンバーで、宇宙船墜落時に頭部を強打した時から、異常行動がみられるようになった。
ジェリコ
声：木村雅史
ウイスキー中隊のメンバーで、重火器の扱いにたけている。熱い性格である一方、冷静さを欠きやすい。
カウボーイ
声：間宮康弘
ウイスキー中隊のメンバーで、協調性が高く、テュロックに対しても平等に接する。
ローランド・ケーン
声：内田直哉
「ウルフパック」の元隊長にして創設者。「ウルフパック」設立時、軍規違反者や戦争犯罪者を集めて戦闘のプロとして育て上げたことから、部下たちから信頼されている。その一方、部隊の機密性ゆえに軍を追われ、テュロックと再会したときは、多くの部下たちとともに軍事企業・MGにやとわれていた。
グライムス
声：天田益男
「ウルフパック」の元隊員で、ケーンの側近でもある。ナイフによる暗殺術にたけており、テュロックのナイフの師匠でもある。

## 開発
本作のアソシエイト・プロデューサーを務めた加藤顕はマイクロソフトとのインタビューの中で、最も気を使った部分として日本語化を挙げている。特にフルボイスである本作は収録される音声が多いうえ、軍人の特有のやや荒々しい言葉を、汚すぎず、自然な日本語に訳していく部分が苦労したという。収録の際に実際の場面を見ながらその場で差し替えていった。
また、本作の登場人物の大半は男性であり、キャスティングに当たってはの雰囲気作りにも悩んだと加藤は振り返っている。テュロックにヒロイックな雰囲気をまとわせることも考えられたが、年長者が多く登場することから、洋画のような渋い雰囲気を持った者がよいということで、テュロック役には立木文彦が起用された。同様の理由から、重要人物であるスレイド役には大友龍三郎が起用された。

## 広報
- 東京ゲームショウ 2007にて、プレイステーション3版・Xbox 360版がプレイアブル出展された。